# Агарін Олександр Миколайович
Агарін Олександр Миколайович (нар.. 24 червня 1973, Кара-Балта, Киргизька РСР) — радянський, український та киргизстанський футболіст, захисник, майстер спорту України.

## Біографія
Вихованець СДЮШОР міста Кара-Балти (Киргизстан). Виступав за команди: «Алга» (Киргизстан), ФК «Черкаси», «Кристал» Ч, «Ворскла», СК «Волинь-1», «Нафтовик-Укрнафта».
У вищій лізі чемпіонату України зіграв 9 матчів (усі у складі «Ворскли»). Загалом у всіх лігах чемпіонату України — 393 матчі, забив 61 гол.
Зіграв 4 матчі за збірну Киргизстану.

## Статистика виступів в Україні
| Сезон     | Клуб                          | Ліга       | Чемпіонат | Чемпіонат | Кубок | Кубок |
| Сезон     | Клуб                          | Ліга       | Ігри      | Голи      | Ігри  | Голи  |
| --------- | ----------------------------- | ---------- | --------- | --------- | ----- | ----- |
| 1993—1994 | «Дніпро» (Черкаси)            | Перша ліга | 14        | 2         | 0     | 0     |
| 1994—1995 | «Дніпро» (Черкаси)            | Перша ліга | 32        | 2         | 1     | 0     |
| 1995—1996 | «Дніпро» (Черкаси)            | Перша ліга | 7         | 0         | 0     | 0     |
| 1995—1996 | «Кристал» (Чортків)           | Перша ліга | 29        | 14        | 1     | 0     |
| 1996—1997 | «Ворскла» (Полтава)           | Вища ліга  | 9         | 0         | 0     | 0     |
| 1996—1997 | «Дніпро» (Черкаси)            | Перша ліга | 23        | 4         | 0     | 0     |
| 1997—1998 | «Дніпро» (Черкаси)            | Перша ліга | 37        | 6         | 2     | 3     |
| 1998—1999 | «Дніпро» (Черкаси)            | Перша ліга | 23        | 4         | 4     | 1     |
| 1999—2000 | «Дніпро» (Черкаси)            | Перша ліга | 26        | 2         | 1     | 0     |
| 2000—2001 | «Дніпро» (Черкаси)            | Перша ліга | 22        | 3         | 1     | 0     |
| 2001—2002 | «Дніпро» (Черкаси)            | Друга ліга | 12        | 5         | 2     | 0     |
| 2001—2002 | «Волинь» (Луцьк)              | Перша ліга | 9         | 0         | 0     | 0     |
| 2002—2003 | «Нафтовик» (Охтирка)          | Перша ліга | 13        | 0         | 0     | 0     |
| 2003—2004 | «Нафтовик» (Охтирка)          | Перша ліга | 24        | 1         | 2     | 1     |
| 2004—2005 | «Нафтовик-Укрнафта» (Охтирка) | Перша ліга | 28        | 9         | 5     | 1     |
| 2005—2006 | «Нафтовик-Укрнафта» (Охтирка) | Перша ліга | 24        | 6         | 2     | 0     |
| 2006—2007 | «Нафтовик-Укрнафта» (Охтирка) | Перша ліга | 28        | 2         | 0     | 0     |
| 2007—2008 | «Нафтовик-Укрнафта» (Охтирка) | Вища ліга  | 0         | 0         | 0     | 0     |
| 2007—2008 | «ІгроСервіс» (Сімферополь)    | Перша ліга | 12        | 1         | 0     | 0     |
| 2008—2009 | «ІгроСервіс» (Сімферополь)    | Перша ліга | 15        | 0         | 1     | 0     |
| 2009—2010 | «Нафтовик-Укрнафта» (Охтирка) | Перша ліга | 6         | 0         | 1     | 0     |